# Barão do Vale
Barão do Vale foi um título criado por decreto de 9 de outubro de 1835, da rainha D. Maria II de Portugal, a favor do general Vitorino José de Almeida Soares Serrão, comandante da força expedicionária portuguesa enviada para Espanha durante as Guerras Carlistas.
O título foi usado apenas por Vitorino José de Almeida Soares Serrão.